# Philippe Rousseau
Philippe Rousseau,  född den 22 februari 1816 i Paris, död den 5 december 1887 i Acquigny, var en  fransk målare, bror till Théodore Rousseau.
Rousseau började som landskapsmålare, behandlade sedermera dels djurgenre (Den objudna gästen, 1850), dels med förkärlek och med måleriskt mästerskap blommor och stilleben.